# Unione Triestina 2012 Società Sportiva Dilettantistica
Unione Sportiva Triestina (rebatizado como Unione Triestina 2012) é um clube de futebol italiano da cidade de Trieste, na província de Friul-Veneza Júlia, que atualmente disputa a Serie D.

## História
A Triestina foi fundada em 1918 como resultado da fusão entre dois times locais (Ponziana e Foot-Ball Club Trieste). Seis anos depois, faria sua estreia na Seconda Divisione (atual Série B), onde permaneceria até 1929, quando obteve o acesso para a Série A.
Manteve-se no principal escalão do futebol italiano até 1956 (não houve disputa entre 1943 e 1946 por conta da Segunda Guerra Mundial), quando foi rebaixada, mas regressou à Série A em 1958. Um ano depois, voltou a cair de divisão, não retornando mais à elite do futebol italiano.
De 1959 a 2011, foram idas e vindas nas divisões inferiores do Campeonato Italiano, permanecendo nove anos na Série B (2002-2011), quando caiu para a Lega Pro Prima Divisione (terceira divisão), onde havia frequentado anos antes, na época em que a competição se chamava Série C/D.
A Triestina, cujas cores são vermelho e branco, vivia situação financeira bastante delicada durante a disputa da Lega Pro, tendo sua falência decretada pela Corte de Trieste em janeiro de 2012. Ao final da temporada, com o time já rebaixado, a declaração oficial de falência foi oficializada em junho, e vários de seus atletas deixaram a agremiação, refundada em julho com o nome de Unione Triestina 2012, mantendo as cores e o mando de jogo no Estádio Nereo Rocco, com capacidade para 32.454 lugares.